# Kasteel van Agel
Het Kasteel van Agel (Frans: Château d'Agel) is een kasteel in de Franse gemeente Agel. Het kasteel is een beschermd historisch monument sinds 1979.